# Îles Saint-Marcouf
Pour les communes de Saint-Marcouf, voir Saint-Marcouf (Calvados) et Saint-Marcouf (Manche).
Les îles Saint-Marcouf sont un archipel de la baie de Seine dans la Manche, constitué de deux îles, l’île de Terre et l’île du Large, situées à environ sept kilomètres au large de la localité de Saint-Marcouf sur la côte est de la péninsule du Cotentin. Ce n'est qu'en 1987 qu'elles furent rattachées à la commune française de Saint-Marcouf, dans le département de la Manche, en région Normandie.

## Histoire
À l'époque romaine, les deux îles portaient le nom de Duolimonis (Deux Limons).
Au VIe siècle, saint Marcouf, né vers 483 à Bayeux, alors dans le royaume de Neustrie, s'y retirait pour y passer le carême. À sa mort en 558, il fut enseveli près de Coutances, dans l'abbaye de Nanteuil qu'il avait fondée. Le saint donna alors son nom à l’archipel. En 898, sa dépouille fut transférée au prieuré Saint-Marcoul de Corbeny près de Laon (Aisne) pour la soustraire aux raids des Vikings. Ses reliques eurent la réputation de guérir les écrouelles (ou scrofules). Cette croyance est à l’origine du pèlerinage effectué par les rois de France à l'abbaye de Corbeny le lendemain de leur sacre à Reims.
À la suite d'un nouvel épisode de peste qui ravage Marseille en 1720, Henry Le Berceur (1677-1722), marquis de Fontenay, propriétaire des îles Saint-Marcouf, les louent à l'État moyennant la somme annuelle de mille livres, concédant au roi le droit d'isoler les marins marseillais à titre préventif ; le lazaret de Tatihou n'étant pas achevé.

### L’occupation britannique

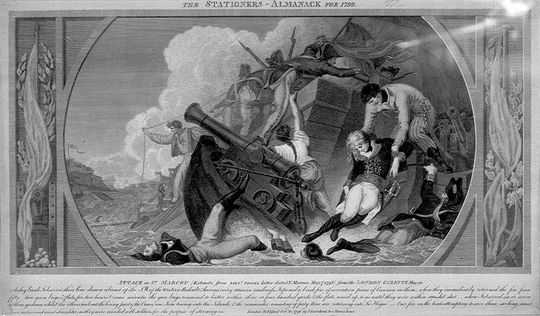
Attaque sur Saint-Marcouf, mai 1798.

Les îles qui commandent par leur position la navigation entre Cherbourg et Le Havre ne seront fortifiées qu'en 1802, faute de crédits. C'est ainsi qu'en 1795, les Anglais s'emparèrent de l'archipel et perturbèrent fortement le trafic de marchandises dans la baie de Seine : les navires quittant Cherbourg ou Le Havre étaient arraisonnés par les corsaires qui s'y étaient établis.
En avril 1798, le Directoire tente vainement de reprendre les îles aux Anglais, sur lesquelles le comte de Frotté, chef des royalistes en Normandie, séjourna à plusieurs reprises.
Pour tenter de chasser les Britanniques qui occupaient les îles, c'est là que fut engagé en 1800 sur ordre de Napoléon Bonaparte le premier sous-marin de guerre : le Nautilus, construit par l'inventeur américain Robert Fulton. L'opération fut un échec, mais les îles furent restituées à la France par la Grande-Bretagne en 1802 au cours de la paix d'Amiens. Pour contrer la menace anglaise, Napoléon fit alors édifier au centre de l'île du Large une forteresse circulaire dotée de 24 canons. Une importante garnison y séjourne en permanence, d'abord autonome, puis rattachée à la place forte de la Hougue. C'est ainsi que plusieurs familles d'officiers ou de gardiens des batteries y résideront, ce qui explique que l'on trouve sur les registres d'état civil de Saint-Vaast les naissances et décès survenus sur les îles au cours du XIXe siècle.
Sous Napoléon III, une deuxième ligne de défense fut aménagée à partir de 1860. L'ensemble militaire comprend un fort de 170 mètres de diamètre et 48 bouches à feu, un port, un magasin à poudre, un bâtiment électrosémaphorique, le tout ceinturé par des douves creusées dans le rocher à même la mer. Fortement fortifié, le site n'a jamais été attaqué depuis lors.

### Seconde Guerre mondiale
Lors des préparatifs du débarquement du 6 juin 1944, les îles furent suspectées d'être un poste avancé allemand armé de batteries lourdes. L'état-major allié décida donc que cette position devait être neutralisée avant le débarquement. Le Jour J, à 4 h 30, un commando composé du sergent Harvey S. Olson, du soldat Thomas C. Killeran (Troop A), du sergent John W. Zanders, du caporal Melvin F. Kenzie (Troop B) du 4th Cavalry Group nagea vers les îles armé de simples couteaux. Ils n'y trouvèrent ni canons ni soldats et purent baliser le terrain pour permettre le débarquement d'un détachement de 132 hommes des 4th et 24th Cavalry Groups sous le commandement du lieutenant-colonel Edward C. Dunn. À 5 h 30, le détachement était débarqué et les îles occupées, mais les hommes durent déplorer dix-neuf pertes (dix-sept blessés et deux tués) à cause des mines-S semées le long des grèves.

### Anecdote
Le 25 septembre 2008 eurent lieu le débarquement et l'occupation des îles par des commandos se réclamant de la Patagonie, royaume imaginaire, dont Jean Raspail qui s'est proclamé Consul général de Patagonie, s'est fait le chantre. En cette journée européenne du Patrimoine, ce débarquement et cette prise de possession avaient pour objet de protester contre l'abandon par l'État français du fort de l'île du Large.

## État actuel
Les Îles Saint-Marcouf ne faisaient partie d'aucune commune de France jusqu'au 30 avril 1987, date à laquelle le rattachement à la commune de Saint-Marcouf dans le département de la Manche a été prononcé par arrêté préfectoral.
Faisant partie du domaine privé de l'État, l'archipel est composé de deux îles, l'île du Large et l'île de Terre interdites d'accès : pour des raisons de sécurité sur l'île du Large, depuis 1999, et pour des raisons écologiques sur l'île de Terre, depuis 1967, une réserve ornithologique gérée par le Groupe ornithologique normand y étant constituée. Cette dernière est peuplée principalement de goélands et de cormorans. Le mouillage est toutefois autorisé entre les deux îles.

## Protection

### Site naturel classé
Les îles Saint-Marcouf et le domaine public maritime correspondant ont été classés parmi les « sites pittoresques » au sens de la loi du 2 mai 1930 par un décret du 28 décembre 1981.

### Patrimoine naturel
ZNIEFF de type I
Les îles sont classées en zone naturelle d'intérêt écologique, faunistique et floristique (ZNIEFF) de type I.
Réseau Natura 2000
Elles sont également au centre d'une zone de protection spéciale du réseau Natura 2000 qu'englobe la baie de Seine occidentale.

### Autres protections
- Réserve de chasse par arrêté du 30 juin 1972.
- Périmètre maritime en réserve de chasse maritime par arrêté interministériel du 25 juillet 1973.
- Site ZICO, désigné par la France auprès de la CEE comme zone de protection spéciale (catégorie a).
- Fortifications intégralement classées au titre des monuments historiques par arrêté du 25 janvier 2017[15].
- Inséré dans le périmètre des plages du débarquement de juin 1944 dont l'inscription sur la liste du patrimoine mondial de l'UNESCO est en demande.

## L'île du Large

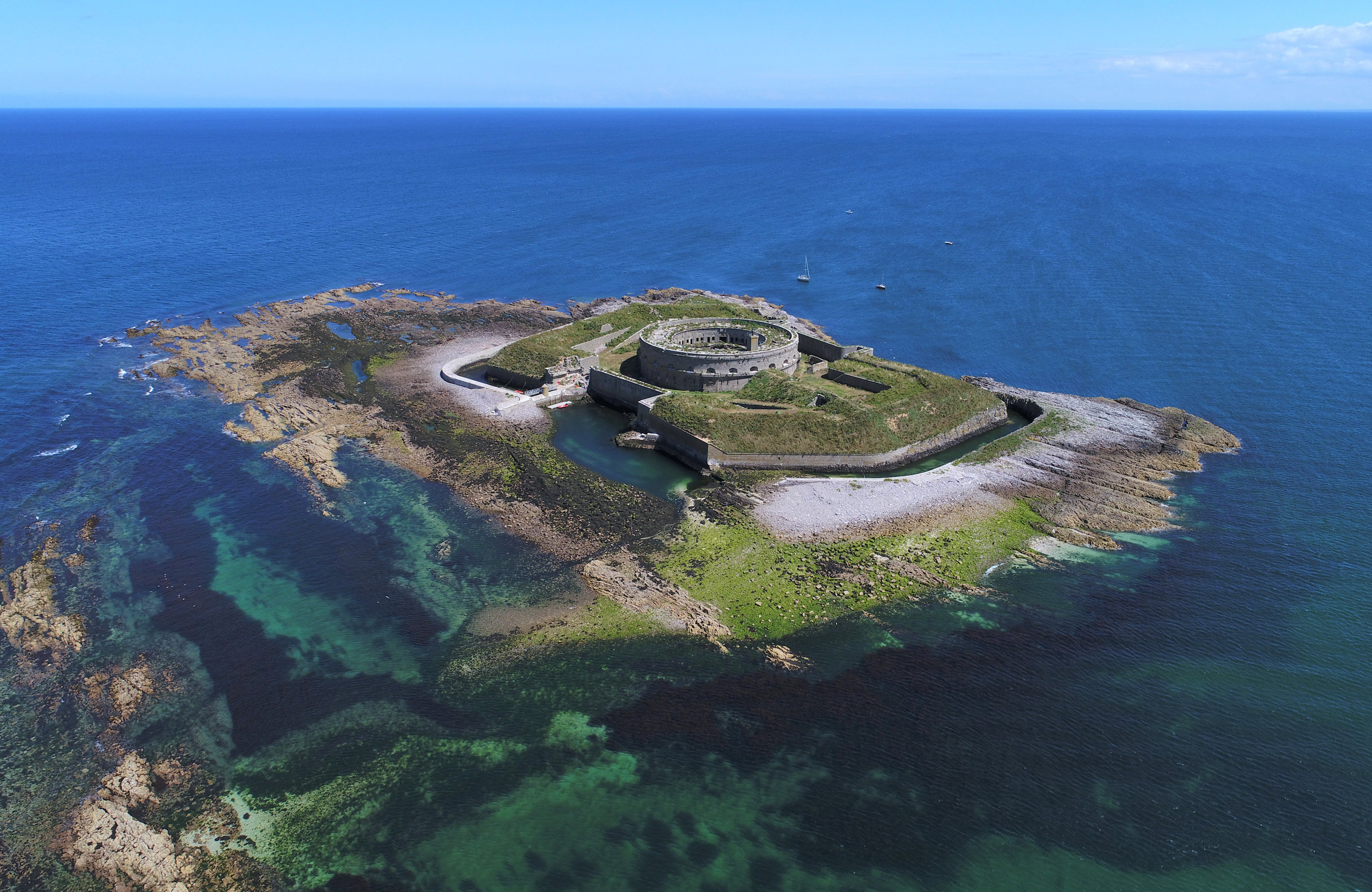
L'ile du Large et ses fortifications.

Sur l'île du Large, se trouve une forteresse en cours de restauration par une association.

## L'île de Terre
L'île de Terre, fortifiée à l'origine, est une réserve naturelle.

## Dans la fiction
Dans plusieurs romans policiers, bandes dessinées, ou livres d'aventure, l'action se situe sur les îles Saint-Marcouf :
- Maurice-Charles Renard, L'Inconnu des îles, Paris, Librairie des Champs-Élysées, coll. « Le Masque », 1954, Grand prix du roman d'aventures.
- Paul-Jacques Bonzon, Les Six Compagnons et la Bouteille à la mer, Paris, Hachette, coll. « Bibliothèque Verte », 1979, 158 p. (ISBN 978-2-01-202138-9).
- Bernard Gouley, Les Mystères de Saint Marcouf, Cheminements, coll. « Chemins Noirs », 2003 (ISBN 978-2-84478-163-5).
- Stéphane Piatzszek et Stéphane Douay, Tout le monde meurt, Paris, Casterman, coll. « Commandant Achab » (no Tome 4), 2013, 55 p. (ISBN 978-2-203-07083-7).
- Michel Bussi, N'oublier jamais : roman, Paris, Presses de la Cité, 2015, 504 p. (ISBN 978-2-258-10554-6).